# سیارک ۲۳۱۹۰
سیارک ۲۳۱۹۰ (به انگلیسی: 23190 Klages-Mundt، نامگذاری:2000QP29) بیست و سه هزار و صد و نودمین سیارک کشف شده‌است که در ۲۴ اوت ۲۰۰۰ کشف شد.
قدر مطلق سیارک برابر ۱۳.۵ است.